# Borgundi fatemplom
A borgundi fatemplom Norvégiában található, Lærdal közigazgatási területén. A több mint ezer középkori keresztény norvég fatemplomból mára már csak 28 maradt ránk eredeti középkori állapotában. A borgundi templom a heddali mellett a legrégebbi ilyen templom. A fatemplomot először 1342-ben említették írásos forrásokban, valószínűleg azonban a 12. század végén épülhetett. Dendrokronológiai vizsgálatok arra az eredményre jutottak, hogy a templom faanyagát 1180 telén vágták ki.

## Külső hivatkozások
- prodat.no